# Wayne Gardner
Wayne Michael Gardner (Wollongong, 11 ottobre 1959) è un pilota motociclistico e pilota automobilistico australiano ritiratosi dall'attività agonistica, vincitore di un titolo iridato classe 500 nel motomondiale 1987.

## Biografia
Ha un figlio, Remy, che ha seguito le orme paterne diventando a sua volta un pilota motociclistico. Con la vittoria del titolo della Moto2 nel motomondiale 2021 da parte di Remy, la famiglia Gardner è divenuta la seconda nella storia del motociclismo, dopo Kenny e Kenny Roberts Junior, a vantare sia un padre sia un figlio campioni del mondo.

## Carriera

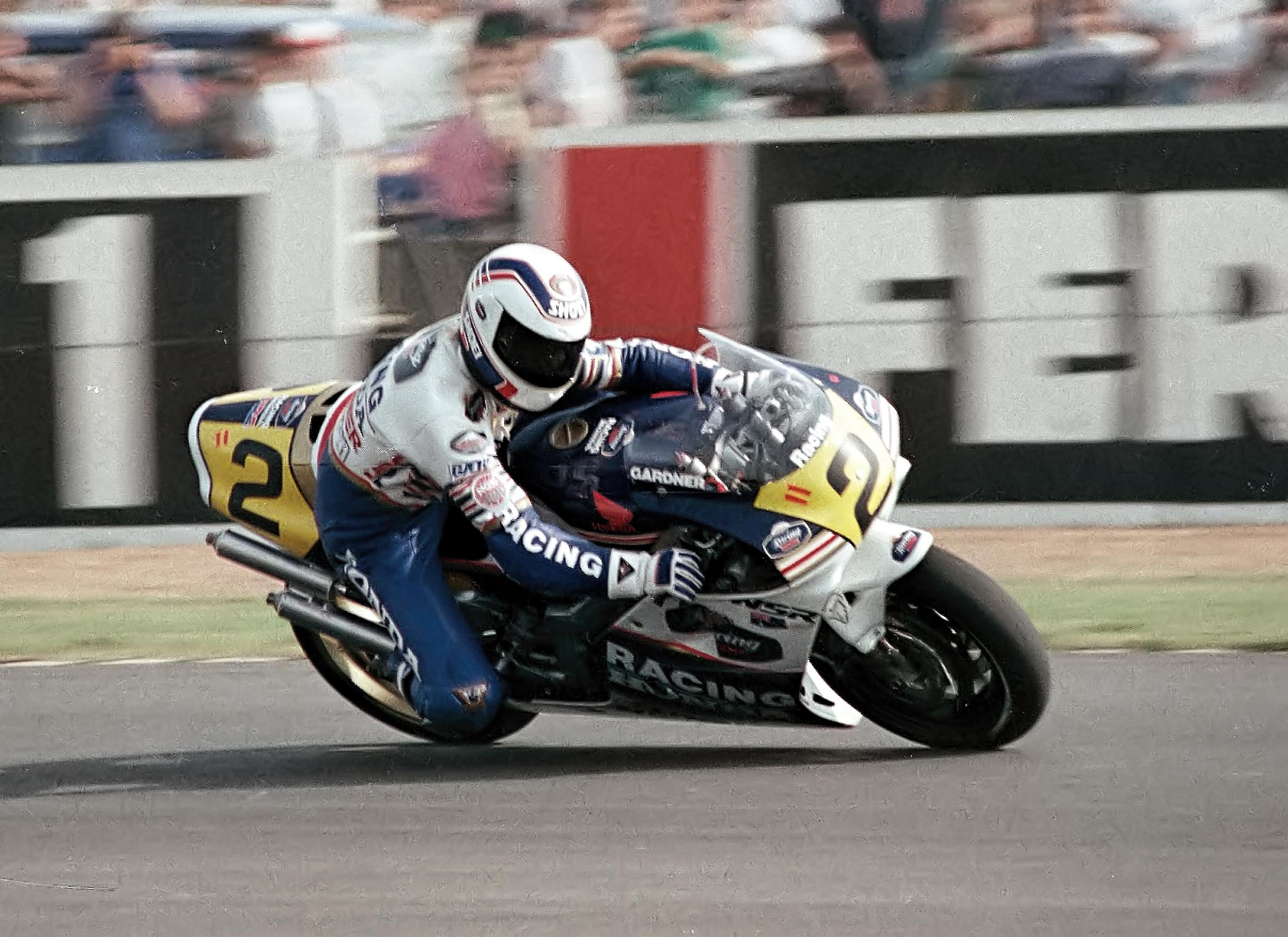
Gardner a Donington Park nel 1989.

Gardner ottenne i primi risultati nel motociclismo da dilettante: vinse infatti tre edizioni della "6 Ore Castrol" (1979, 1980, 1982) oltreché il campionato nazionale australiano classe 750, il campionato giovanile Superbike nel 1983 e altre gare disputate nella sua nazione nel 1981.
Dopo una fugace esperienza come collaudatore nella 250, nel 1983 fece il suo esordio nel motomondiale con una Honda nella classe 500, senza ottenere punti iridati. L'anno seguente ottenne il suo primo podio, un terzo posto nel Gran Premio di Svezia, che gli consentì di classificarsi settimo in classifica generale. Nel 1985 Gardner diede più continuità ai suoi risultati e nella gara svoltasi a Misano, l'ultima programmata in calendario, sfiorò il successo prima di essere sopraffatto da Eddie Lawson, l'australiano si consolò con la quarta piazza finale.
Nel 1986 Gardner vinse la sua prima corsa, l'inaugurale Gran Premio di Spagna, e dopo essersi confermato con i successi in Olanda e Gran Bretagna fu vicecampione del mondo della categoria con 117 punti, ancora una volta alle spalle di Lawson. Nel 1987 Gardner divenne campione del mondo a seguito di sette vittorie (in Spagna, al Nazioni, e in Austria, Jugoslavia, Svezia, Cecoslovacchia, Brasile) e 178 punti iridati.
L'anno seguente vinse quattro gare, ma per sole 23 lunghezze fu superato da Lawson: una delle causa della sconfitta di Gardner fu la caduta capitatogli durante il Gran Premio d'Austria, proprio mentre inseguiva Lawson.
Nel 1989 Gardner vinse solo il Gran Premio di casa in Australia e chiuse l'annata al decimo posto con soli 67 punti, ma la sua stagione è stata parzialmente segnata da un infortunio occorsogli al Gran Premio degli Stati Uniti che lo costrinse a saltare cinque gare. Non molto meglio andò la stagione successiva, in cui Gardner colse il primo posto in due occasioni e chiuse il mondiale con 138 punti e il quinto posto.
Nel 1991 l'australiano ebbe una stagione abbastanza regolare ma non riuscì a ottenere nemmeno un successo parziale e dovette accontentarsi del quinto posto. Nel 1992 tornò al successo nel Gran Premio di Gran Bretagna, ma avendo disputato solo metà stagione, causa una caduta al GP inaugurale in Giappone, non poté andare più in là di 78 punti e della 6ª posizione.
Al termine di quella stagione si ritirò dal motociclismo professionistico, ma non dallo sport, continuando a correre con risultati discreti nel Campionato Gran Turismo, oltreché in numerose corse automobilistiche svoltesi in Giappone. Tra le altre vittorie di Wayne Gardner vi è anche la 8 ore di Suzuka, che egli vinse nel 1985, nel 1986, nel 1991 e nel 1992.

## Risultati nel motomondiale
| 1983 | Classe | Moto  |  |  |  |  |  |  |  |     |  |    |  |  |  |  |  | Punti | Pos. |
| ---- | ------ | ----- |  |  |  |  |  |  |  | --- |  | -- |  |  |  |  |  | ----- | ---- |
| 1983 | 500    | Honda |  |  |  |  |  |  |  | Rit |  | 16 |  |  |  |  |  | 0     |      |

| 1984 | Classe | Moto  |  |   |  |  |  |  |  |   |   |   |   |    |  |  |  | Punti | Pos. |
| ---- | ------ | ----- |  | - |  |  |  |  |  | - | - | - | - | -- |  |  |  | ----- | ---- |
| 1984 | 500    | Honda |  | 4 |  |  |  |  |  | 5 | 7 | 6 | 3 | NP |  |  |  | 33    | 7º   |

| 1985 | Classe | Moto  |   |   |   |   |    |   |   |   |     |     |     |   |  |  |  | Punti | Pos. |
| ---- | ------ | ----- | - | - | - | - | -- | - | - | - | --- | --- | --- | - |  |  |  | ----- | ---- |
| 1985 | 500    | Honda | 3 | 4 | 6 | 3 | 15 | 3 | 3 | 4 | Rit | Rit | Rit | 2 |  |  |  | 73    | 4º   |

| 1986 | Classe | Moto  |   |    |   |   |   |   |   |   |   |   |   |    |  |  |  | Punti | Pos. |
| ---- | ------ | ----- | - | -- | - | - | - | - | - | - | - | - | - | -- |  |  |  | ----- | ---- |
| 1986 | 500    | Honda | 1 | 16 | 2 | 2 | 3 | 1 | 4 | 5 | 1 | 2 | 2 | NE |  |  |  | 117   | 2º   |

| 1987 | Classe | Moto  |   |   |    |   |   |   |   |   |   |   |   |   |   |   |   | Punti | Pos. |
| ---- | ------ | ----- | - | - | -- | - | - | - | - | - | - | - | - | - | - | - | - | ----- | ---- |
| 1987 | 500    | Honda | 2 | 1 | 10 | 1 | 1 | 1 | 2 | 4 | 2 | 1 | 1 | 3 | 4 | 1 | 3 | 178   | 1º   |

| 1988 | Classe | Moto  |   |   |   |   |   |   |     |   |   |   |   |   |   |   |   | Punti | Pos. |
| ---- | ------ | ----- | - | - | - | - | - | - | --- | - | - | - | - | - | - | - | - | ----- | ---- |
| 1988 | 500    | Honda | 2 | 2 | 3 | 5 | 2 | 8 | Rit | 1 | 1 | 1 | 4 | 2 | 2 | 1 | 2 | 229   | 2º   |

| 1989 | Classe | Moto  |   |   |     |     |     |     |     |     |   |     |     |     |   |    |   | Punti | Pos. |
| ---- | ------ | ----- | - | - | --- | --- | --- | --- | --- | --- | - | --- | --- | --- | - | -- | - | ----- | ---- |
| 1989 | 500    | Honda | 4 | 1 | Rit | Inf | Inf | Inf | Inf | Inf | 6 | Rit | Rit | Rit | 3 | NP | 7 | 67    | 10º  |

| 1990 | Classe | Moto  |   |     |   |   |     |     |     |     |    |   |     |   |   |   |   | Punti | Pos. |
| ---- | ------ | ----- | - | --- | - | - | --- | --- | --- | --- | -- | - | --- | - | - | - | - | ----- | ---- |
| 1990 | 500    | Honda | 2 | Rit | 1 | 4 | Inf | Inf | Inf | Rit | 10 | 2 | Rit | 3 | 2 | 4 | 1 | 138   | 5º   |

| 1991 | Classe | Moto  |   |   |   |   |  |   |   |   |   |    |   |   |   |   |   | Punti | Pos. |
| ---- | ------ | ----- | - | - | - | - |  | - | - | - | - | -- | - | - | - | - | - | ----- | ---- |
| 1991 | 500    | Honda | 5 | 4 | 7 | 7 |  | 5 | 4 | 3 | 3 | 10 | 5 | 4 | 4 | 5 | 2 | 161   | 5º   |

| 1992 | Classe | Moto  |     |  |  |  |    |  |   |    |   |   |   |   |   |  |  | Punti | Pos. |
| ---- | ------ | ----- | --- |  |  |  | -- |  | - | -- | - | - | - | - | - |  |  | ----- | ---- |
| 1992 | 500    | Honda | Rit |  |  |  | NP |  | 3 | NP | 6 | 2 | 1 | 4 | 2 |  |  | 78    | 6º   |

| Legenda | 1º posto        | 2º posto            | 3º posto            | A punti      | Senza punti        | Grassetto – Pole position Corsivo – Giro più veloce |
| Legenda | Gara non valida | Non qual./Non part. | Ritirato/Non class. | Squalificato | '-' Dato non disp. | Grassetto – Pole position Corsivo – Giro più veloce |